# Зернолуск сірий
Зернолу́ск сірий (Saltator coerulescens) — вид горобцеподібних птахів родини саякових (Thraupidae). Мешкає в Південній Америці.

## Опис
Довжина птаха становить 21 см, вага 52-58 г. Голова і спина сірі, над очима помітні білі "брови". Горло охристе, під дзьобом чорні "вуса". Решта нижньої частини тіла сіро-коричнева, гузка рудувато-охриста. крила і хвіст чорнуваті. Дзьоб чорний, лапи сіруваті, очі карі.

## Підвиди
Виділяють чотири підвиди:
- S. c. azarae d'Orbigny, 1839 — південний схід Колумбії, схід Еквадору і Перу, захід Бразильської Амазонії;
- S. c. mutus Sclater, PL, 1856 — північна Бразилія (від Амазонки до Амапи і північного Мараньяну);
- S. c. superciliaris (Spix, 1825) — східна Бразилія (від півдня Піауї до півночі і сходу Баїї);
- S. c. coerulescens Vieillot, 1817 — від східної Болівії до Парагваю, північно-західної Бразилії, Уругваю і центральної Аргентини.

Saltator grandis і Saltator olivascens раніше вважалися конспецифічними з сірими зернолусками.

## Поширення і екологія
Сірі зернолуски мешкають в Колумбії, Еквадорі, Перу, Болівії, Бразилії, Парагваї, Уругваї і Аргентині. Вони живуть у вологих тропічних лісах і рідколіссях, в чагарникових заростях і галерейних лісах. Зустрічаються парами, переважно на висоті до 1200 м над рівнем моря. Іноді приєднуються до змішаних зграй птахів. Живляться плодами, пагонами, квітками і комахами. Гнізда чашоподіюні, розміщується на деревах, на висоті від 2 до 4 м над землею. В кладці 2 блакитнуватих яйця. Інкубаційний період становить 13-14 днів. Пташенята покидають гніздо через 24 дні після вилуплення.